# Mesoiulus kosswigi
Mesoiulus kosswigi är en mångfotingart som beskrevs av Karl Wilhelm Verhoeff 1936. Mesoiulus kosswigi ingår i släktet Mesoiulus och familjen kejsardubbelfotingar. Inga underarter finns listade i Catalogue of Life.